# Форт Маноель
35°54′10″ пн. ш. 14°30′19″ сх. д. / 35.90286111° пн. ш. 14.50530556° сх. д.
Форт Маноель (мальт. Forti Manoel або Fortizza Manoel) — бастіонний форт на острові Маноель у Гзірі, Мальта. Він був побудований у 18 столітті орденом Святого Іоанна під час правління великого магістра Антоніо Маноеля де Вільєни, на честь якого він названий. Форт Маноель розташований на північний захід від Валетти, і контролює гавань Марсамксетт і якірну стоянку Сліма-Крік. Форт є прикладом архітектури бароко, і він був спроектований з урахуванням як функціональності, так і естетики.
Після короткої французької окупації, яка почалася в 1798 році, британські військові захопили форт у 1800 році, і він використовувався ними до 1964 року. Форт сильно постраждав під час Другої світової війни, але на початку 21 століття його відновили, і зараз він знаходиться в хорошому стані.
З 1998 року форт Маноель входить до попереднього списку об'єктів Всесвітньої спадщини ЮНЕСКО як частина Лицарських укріплень навколо гавані Мальти.

## Історія

### Історія та невдалі проєкти

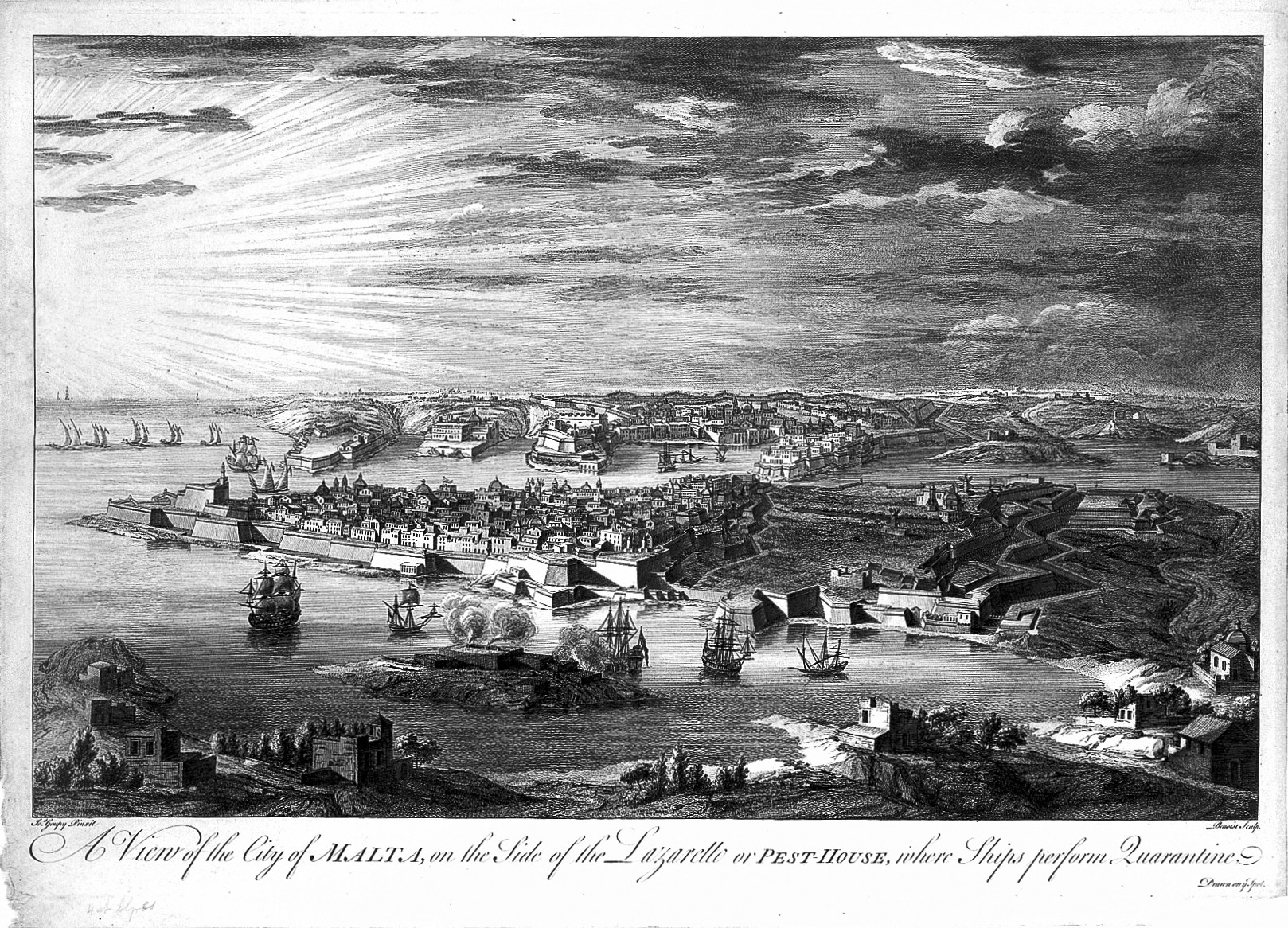
Гравюр із зображенням гавані Марсамксетт у 1720-х роках, безпосередньо перед будівництвом форту Маноель. Ізолотто (острів Маноель) — це острів на передньому плані в центрі гавані.

У 16 столітті гавань Марсамшетт була однією з двох великих гаваней мальтійського міста Валлетта. У центрі гавані був острів, спочатку відомий як l'Isolotto, а тепер відомий як острів Маноель на честь форту, з якого відкривався вид на місто.
Незабаром після будівництва Валлетти Орден Святого Іоанна зрозумів, що це потенційно вразливе місце оборони міста. Ще в 1569 році було запропоновано побудувати на Ізолотто невеликий форт з кавальєром, щоб перешкодити ворогові взяти острів і побудувати на ньому батареї. Цю пропозицію представив Франческо Колліньон.
Загрозу знову підкреслили іспанський військовий інженер Сципіоне Кампі в 1577 році та Джованні Баттіста в 1582 році
Наступну пропозицію про будівництво укріплень на острові зробив італійський військовий інженер Антоніо Мауріціо Вальперга в 1670 році. Він запропонував приблизно шестикутну фортецю з горнверком у голландському стилі укріплення. Пропозицію розкритикували інженери Ордену, а третю пропозицію склав фламандський військовий інженер Карлос де Грюненберг у 1687 році. Пропозиція Грюненбурга складалася з форту з чотирма бастіонами та равеліном, оточеного ровом, накриттям і фосебреєю.
Інші пропозиції були зроблені в 1715 році, цього разу лицарем Рене Якобом де Тіньє та групою французьких інженерів. Було кілька різних планів, зокрема будівництво берегової батареї та редуту. Інші плани передбачали будівництво форту з чотирма бастіонами або поєднання всіх трьох (форт, батарея та редут) для захисту острова.

### Будівництво
Зрештою, остаточний проект був узгоджений у 1723 році, і він включав роботу де Тіньє, а також Шарля Франсуа де Мондіона, військового інженера Ордену. Новий форт мав бути квадратної форми, з чотирма бастіонами та двома кавалерами. Форт був профінансований і названий на честь португальського великого магістра Антоніо Маноеля де Вільєни. Він також заснував Фонд Маноеля, фонд, відповідальний за утримання та утримання гарнізону форту Маноеля та його споруд.
Перший камінь був закладений де Вільєною 14 вересня 1723 року, і робота просувалась швидко. До 1727 року ансент, кавалери та ворота були завершені. Рів був розкопаний до 1732 року, тоді як каплиця, казарми, магазини та контрміни були завершені приблизно у 1733 році. До 1734 року форт був активною військовою установою. Коли Мондіон помер у 1733 році, він був похований у склепі під каплицею форту.
У 1757 році біля Тіньє-Пойнт, Сліма, була додана батарея Лембі. Батарея була профінансована Фондом Маноеля, і вона вважалася надбудовою форту Маноель, оскільки вона мала на меті запобігти бомбардуванню ворогом північного флангу форту. Він був виведений з експлуатації після будівництва форту Тіньє в 1795 році. Будівництво останнього форту також було частково профінансовано Фондом Маноеля.
До 1761 року форт Маноель вважався одним із найкраще закінчених укріплень.

### Французька окупація

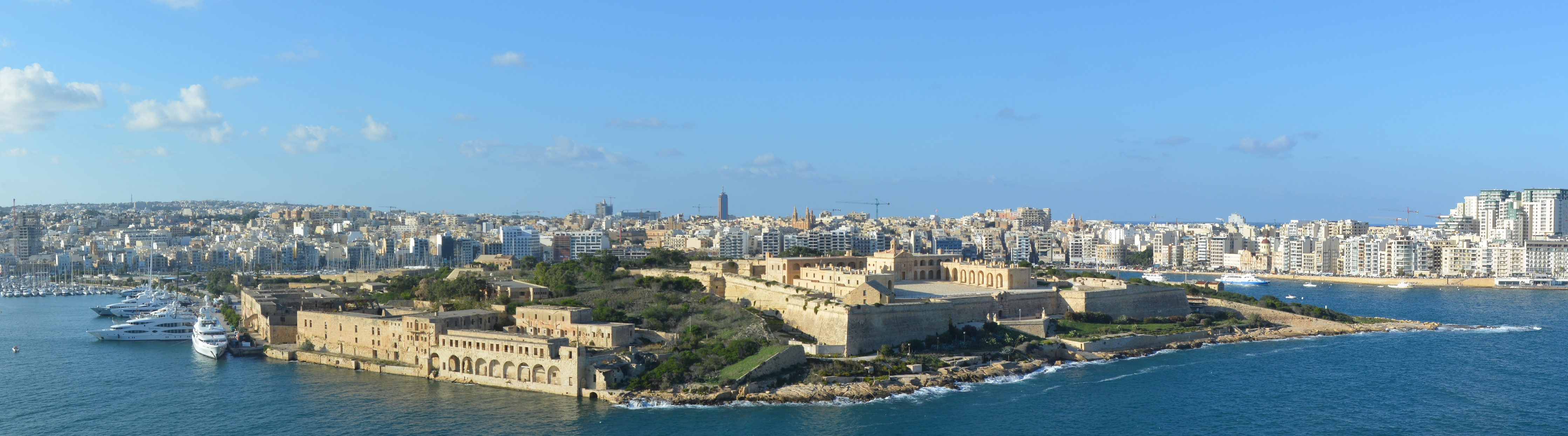
Вид на форт Маноель з бастіону Святого Михайла у Валлетті

Вперше форт використали по призначенню під час французького вторгнення на Мальту в червні 1798 року під час революційних війн Франції. У той час ним командував португальський лицар Гуржо, а його гарнізоном служили Каччіатори, які були добровольчим егерським полком легкої піхоти, а також кілька чоловіків із ополчення Бірчіркара. Форт здався після того, як великий магістр Хомпеш офіційно капітулював перед Наполеоном.
У червні 1799 року гарнізон форту, складений з кількох сотень французьких військових, захопив форт. Під час подальшого повстання мальтійців проти французької окупації, мальтійські повстанці звели батареї Ghargħar і Sqaq Cappara для обстрілу форту Маноель. Мальтійці атакували форт кілька разів, а французькі сили, зі свого боку, відповіли бомбардуванням хоча б одного разу. 12 вересня 1799 року рота французьких військ з форту Маноель намагалася приглушити мальтійську стрілецьку позицію в Сан-Гванні, але була відбита мальтійськими повстанцями.

### Британське панування

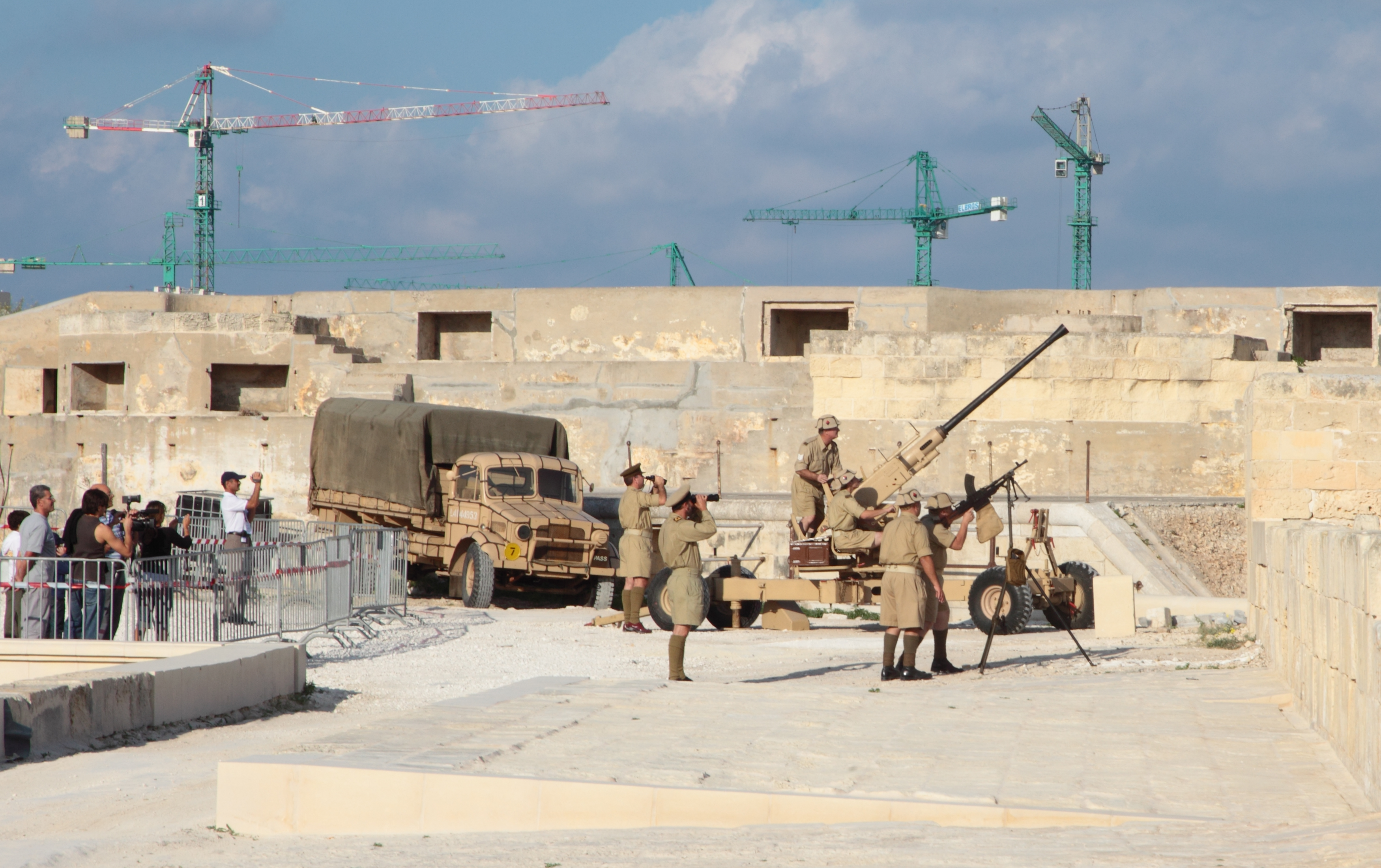
Реконструкція Другої світової війни у форті Маноель

Коли Мальта стала британським протекторатом у 1800 році, у вересні форт Маноель був офіційно захоплений британськими військовими. Площа Форт-Маноель була об'єктом перших відомих фотографій Мальти, які були зроблені в 1840 році Горацієм Верне, коли він перебував на карантині в Лаццаретто, але зараз вважаються втраченими. Наприкінці 19-го століття бартизани на бастіонах, які виходили на Валлетту, були демонтовані, щоб звільнити місце для гарматних вогневих точок. Пізніше на Бастіоні Святого Антонія було внесено значні зміни, коли його пороховий склад було знесено, щоб звільнити місце для батареї з трьох 12-фунтових гармат QF.
Британські військові остаточно вивели з експлуатації гармати форту в 1906 році, хоча він залишався військовою установою. Він був включений до списку старожитностей 1925 року Форт знову використовувався під час Другої світової війни, коли там була розгорнута батарея 3,7-дюймових важких зенітних гармат. Гармати були встановлені в бетонних гарматних точках і розгорнуті півколом у форті та навколо нього. Фортеця зазнала значних пошкоджень своїх валів, казарм і каплиці внаслідок повітряних бомбардувань під час війни. Зрештою форт було виведено з експлуатації в 1964 році

### Новітня історія
У серпні 2001 року девелоперська компанія MIDI plc почала реставраційні роботи форту. Перший етап проекту, який включав реставрацію площі та реконструкцію зруйнованої каплиці, був завершений у 2009 році. Другий етап, включаючи реставрацію зовнішніх укріплень і гласісу, був схвалений Управлінням навколишнього середовища та планування Мальти в 2012 році Реставрація форту Маноель разом із фортом Тіньє, що знаходиться неподалік, коштувала 30 мільйонів євро.

## Дизайн

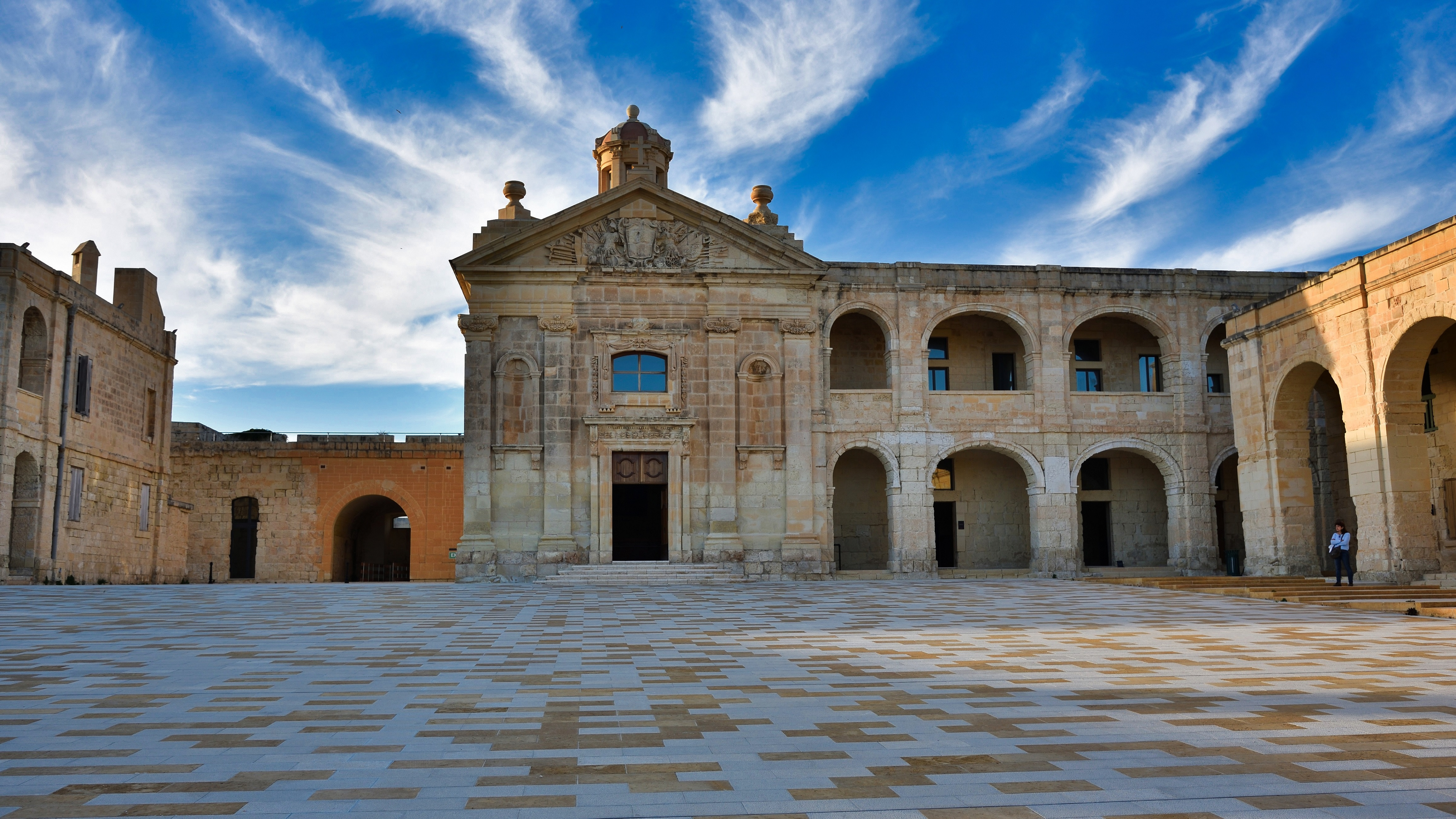
Площа і каплиця форту Маноель після реставрації

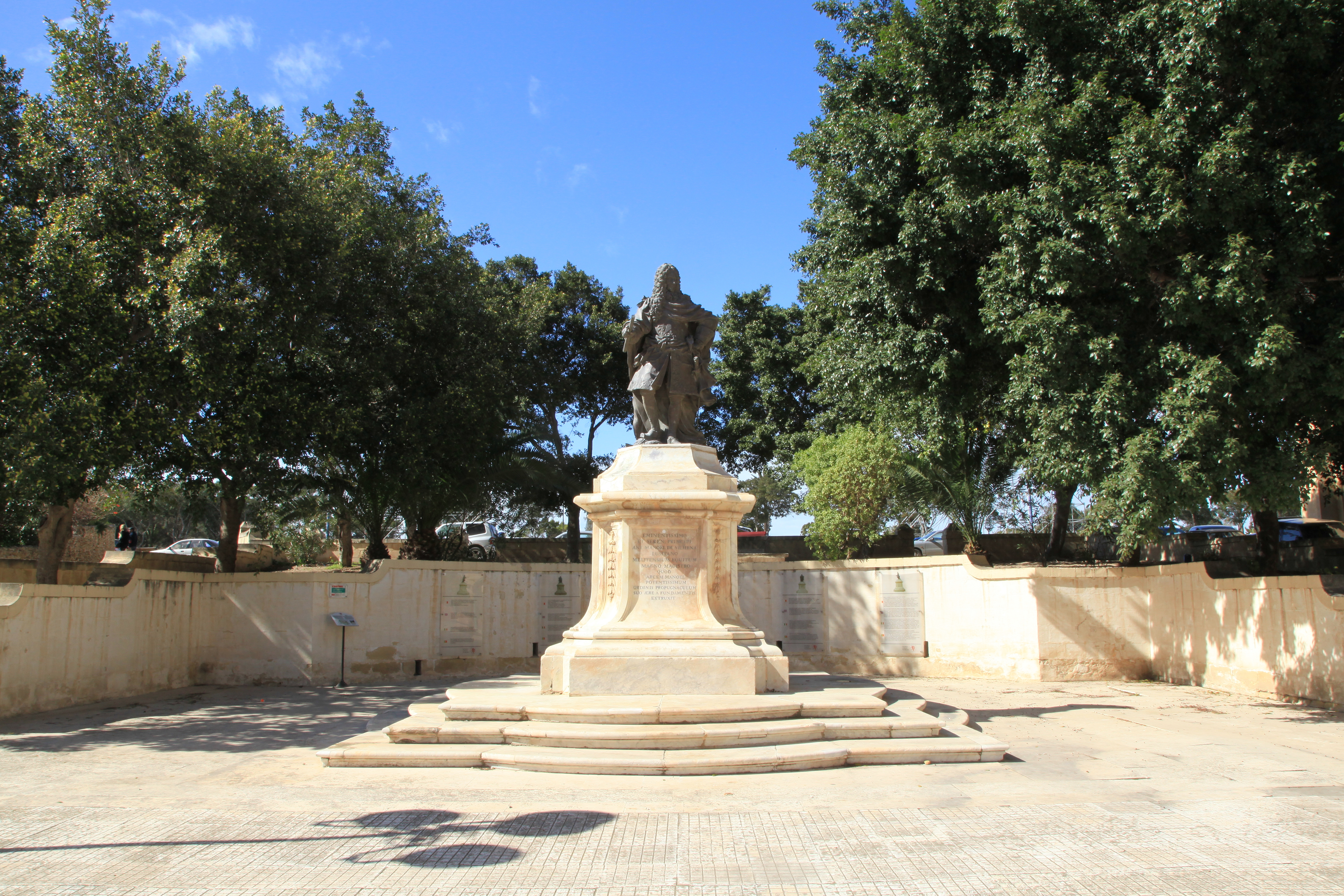
Пам'ятник великому магістру де Вільені, який раніше знаходився у форті Маноель. Зараз він знаходиться в Misraħ Papa Gwanni XXIII у Флоріані.

Форт Маноель має форму квадрата, з п'ятикутним бастіоном на кожному куті, що призводить до його зірчастої структури. Ці бастіони відомі як бастіони Св. Єлени, Св. Антонія, Св. Іоанна та Паризької Богоматері.
Бастіони Св. Єлени та Св. Антонія розташовані на березі моря, з боку Валлетти. Спочатку вони мали бартизани та порохові склади, але бартизани на обох бастіонах було демонтовано в 19 столітті, а склади на бастіоні Св. Антонія було знесено, щоб звільнити місце для трьох 12-фунтових гармат QF. Журнал на бастіоні Святої Єлени досі неушкоджений. Куртина, що з'єднує ці два бастіони, містить головні ворота, які захищені люнетом, відомим як Кувр Порте.
Бастіони Святого Іоанна та Паризької Богоматері розташовані вздовж суші від форту. Кожен бастіон захищений низьким кавальєром. Навісну стіну між двома бастіонами додатково захищає п'ятикутний равелін, який значною мірою висічений у скелі.
Всередині форту розташована площа, на якій розташована відбудована каплиця Святого Антонія Падуанського, кілька блоків казарм, склад зброї та інші будівлі. Колись на площі стояла бронзова статуя великого майстра Вілени, яку, ймовірно, спроектував П'єтро Паоло Троізі, але її зняли в 19 столітті та перенесли до Валетти. Пізніше його знову перемістили, і зараз він знаходиться у Флоріані.

## Історія про привидів
Згідно легенд, у форті мешкає Чорний лицар, який носить обладунки та регалії ордена Святого Іоанна та нагадує великого магістра де Вільєна. У 1940-х роках лицар почав з'являтися біля руїн каплиці Святого Антонія Падуанського, яку щойно розбомбили під час Другої світової війни. Повідомляється, що привид бачили мальтійці та англійці у форті. Коли склеп під каплицею був відкритий, виявилося, що він був розгромлений, а останки лицарів, які були там поховані, були розкидані навколо. Після реставрації склепу і перепоховання кісток Чорний лицар перестав з'являтися. У 1980 році склеп був вдруге пограбований, і Чорний лицар, як повідомляється, почав з'являтися знову.

## У масовій культурі
- Форт Маноель описаний у художній книзі Чарльза Зарба «Il-Misteru tal-Forti Manoel» («Таємниця форту Маноель») 2007 року.
- Форт слугував місцем для зйомок кульмінаційної сцени «Бейлор», дев'ятого епізоду серіалу «Гра престолів», у 2011 році[24]
- У форті відбувся піт-стоп під час восьмого епізоду The Amazing Race 25.[25]
- Форт також використовувався під час зйомок фільмів 2016 року «Воскреслі» та «Кредо вбивці».[26]
- Форт також можна побачити у фільмі 2016 року «13 годин: Таємні солдати Бенгазі».